# Martin Bodenham
Martin Bodenham (Sussex, Brighton, 1950. április 23. –) angol nemzetközi labdarúgó-játékvezető és aktív krikett-játékvezető. Teljes nevén Martin John Dale Bodenham.

## Pályafutása

### Labdarúgó-játékvezetőként

#### Nemzeti játékvezetés
A játékvezetői vizsgát 1966-ban tette le[forrás?]. 1978-1992 között a The Football League, 1992-1998 között a Premier League játékvezetője. A nemzeti játékvezetéstől 1998-ban vonult vissza. Az aktív nemzeti labdarúgó-játékvezetéstől búcsúzva krikett-játékvezetőként is nemzetközi karriert ért el.

#### Nemzeti kupamérkőzések
Vezetett Kupa-döntők száma: 2.

##### Angol labdarúgó-ligakupa
A legtekintélyesebb hazai mérkőzése 1997-ben volt, a FA JB elismerve szakmai munkáját, megbízta a kupadöntő, illetve a megismételt kupadöntő koordinálásával.
| Időpont           | Helyszín                        | Mérkőzés típusa   | Mérkőzés                           | Eredmény | Nézők száma |
| ----------------- | ------------------------------- | ----------------- | ---------------------------------- | -------- | ----------- |
| 1997. április 6.  | Wembley Stadion, London         | döntő             | Leicester City FC–Middlesbrough FC | 1 : 1    | 76 757      |
| 1997. április 16. | Hillsborough Stadion, Sheffield | megismételt döntő | Leicester City FC–Middlesbrough FC | 1 : 0    | 39 428      |

##### FA-kupa
Pályafutása alatt két elődöntő mérkőzést irányíthatott.

#### Nemzetközi játékvezetés
1992 óta nemzetközi játékvezető. Több válogatott és nemzetközi klubmérkőzést vezetett, vagy működő társának partbíróként, illetve 4. bíróként segített. Az angol nemzetközi játékvezetők rangsorában, a világbajnokság-Európa-bajnokság sorrendjében többedmagával a 37. helyet foglalja el 1 találkozó szolgálatával. 1995-ben vonult vissza a nemzetközi játékvezetéstől.

#### Labdarúgó-Európa-bajnokság
Az európai-labdarúgó torna döntőjéhez vezető úton Angliába a X., az 1996-os labdarúgó-Európa-bajnokságra az UEFA JB játékvezetőként foglalkoztatta.

##### 1996-os labdarúgó-Európa-bajnokság

###### Selejtező mérkőzés
| Időpont           | Helyszín                          | Mérkőzés típusa           | Mérkőzés           | Eredmény | Nézők száma |
| ----------------- | --------------------------------- | ------------------------- | ------------------ | -------- | ----------- |
| 1995. március 29. | Boris Paichadze Stadion, Tbiliszi | előselejtező (7. csoport) | Grúzia–Németország | 0 : 2    | 75 000      |

##### Bajnokcsapatok Európa-kupája
Az UEFA JB megbízásából 1994-ben az  AC Milan – Barcelona (4:0) döntőn a negyedik játékvezetője lehetett.

## Sportvezetőként
Az aktív játékvezetést befejezve a Premier League játékvezetők koordinátora, nemzeti ellenőr, Európai Labdarúgó-szövetség (UEFA) nemzetközi ellenőr.[forrás?]

## Érdekesség
Egy nevelési videójáték készült vele, hogy a fiatalokat aktivizálják a labdarúgó-játékvezetés irányába.[forrás?]